# Jean-Baptiste Charton
Pour les articles homonymes, voir Charton.
Jean-Baptiste Charton est un homme politique français né le 18 avril 1759 à Bar-sur-Aube (Aube) et mort le 24 décembre 1833 à Bar-sur-Aube.
Président du tribunal civil de Bar-sur-Aube sous le Premier Empire, il est député de l'Aube en 1815, pendant les Cent-Jours. Il prend sa retraite de magistrat en 1830.

## Sources
- « Jean-Baptiste Charton », dans Adolphe Robert et Gaston Cougny, Dictionnaire des parlementaires français, Edgar Bourloton, 1889-1891 [détail de l’édition]